# کریس رابرتس
کریس رابرتس (انگلیسی: Chris Roberts؛ زادهٔ ۲۷ مهٔ ۱۹۶۸) کارگردان فیلم، تهیه‌کننده فیلم، برنامه‌نویس بازی ویدئویی و طراح بازی اهل ایالات متحده آمریکا است.
از فیلم‌هایی که وی در آن‌ها نقش داشته‌است، می‌توان به فرمانده پرواز، ژاکت، مجازاتگر، سپید بزرگ، ارباب جنگ ،از غبار بپرس و شماره شانس اسلوین اشاره نمود.